# George Archibald Emmett Adams
George Archibald Emmett Adams (auch Archie Adams; * 1889 in Sydney (Australien); † 30. Oktober 1938 in London) war ein britischer Songwriter, Texter und Arrangeur. Bekannt wurde er vor allem durch seinen Song The bells of St Mary’s.

## Leben
1904 zog George Archibald Emmett Adams mit seiner Familie nach Großbritannien. Er besuchte mehrere Male Australien lebte aber die meiste Zeit seiner produktiven Jahre in London. Vom 24. April 1930 bis zum 8. Mai 1930 machte er eine Reise nach Italien. Er lebte mit seiner Schwester Berte Adams und ihrem Mann, einem Arzt, in 29 Cleveland Square in London Hyde Park. 1935 bis 1938 lebte er in 47 Leinster Gardens in London Hyde Park.

## Werke (Auswahl)
Emmett Adams komponierte über 200 Songs. Er schrieb gemeinsam mit seiner Schwester Berte Adams mehrere Musical Plays, das bekannteste war Lumber Love aus dem Jahr 1928.

### Musical Plays
- Lumber Love, 1928. Musik: Berte Adams und Emmett Adams, Text: Leslie Stiles OCLC 498238915 Premiere am 15. März 1928 im Lyceum in der Wellington Street in London.[9]

### Songs
- Baggin’ into’ the rye, Foxtrott und Shimmy für Klavier, Éditions Francis Salabert, Paris, 1923 OCLC 843192494
- Bells and blue ribbon, Text: Douglas Furber (1885–1961), B. Feldman & Co., London, 1919 OCLC 271835746
- The bells of St Mary’s, Song. Text: Douglas Furber, Ascherberg, Hopwood and Crew Ltd, London, 1914 OCLC 1274872937
  - Klokkerne i Sankt Mary (dänische Version), Übersetzung: Preben Løng OCLC 462812153
  - När klockorna ringa i St. Mary (schwedische Version), Übersetzung: Nils Georg, Nils Georg Musikförlag, Stockholm OCLC 938752778
- Cart Load o’ Hay!, Song, Text: A. E. Emmett, Ascherberg, Hopwood & Crew, London, 1921 OCLC 497044479
- Confetti, Waltz, 1927 OCLC 497163232
- Dear one, Song, Text: Leslie Stiles, Keith, Prowse & Co, 1924 OCLC 498238915
- The Dell Girl, 1924 OCLC 497226625
- Every Time I See You, Text: A. Emmett Adams, Chappell & Co., Sydney, 1920. OCLC 221482149 (Digitalisat bei Trove) Arrangement für Salonorchester von Arthur W. Parry, B. Feldman & Co., London, 1920 OCLC 1096254010
- Five o’clock follies, 1924 OCLC 497226625
- Flower of the Nile. Text: Douglas Furber, publiziert bei Francis, Das & Hunter, London, 1916 OCLC 497044531
- God send you back to me, Song. Text: Douglas Furber, publiziert bei Newman Pub. Co., London, 1916 OCLC 500727327 (Digitalisat der Library der Bishop’s University)
- Heathen Chinee, Onestepp
- Home, Beloved to me. Text: Berte Adams und H. H. Hockley, publiziert bei Ascherberg, Hopwood & Crew, 1917 OCLC 497044574
- Hullo! You Lucky little bean : the Lucky Bean, Musical Farce, 1922 OCLC 497603620
- Hum and Whistle it. Text: Douglas Furber, publiziert bei Francis, Das & Hunter, London, 1918 OCLC 497044583
- I don’t know what it is, do you, Song aus der Revue Hotch-Potch von A. de Courville, Text: W.R. Titterton, Ascherberg, Hopwood & Crew, London, 1918. OCLC 497044596
- Life’s great sunset, 1938. Der Song wurde bei seinem Begräbnis gespielt und posthum veröffentlicht.[10][8]
- The sundial in my garden

## Rezeption
Die beiden Songs The bells of St Mary’s und God send you back to me erreichten während des I. Weltkriegs eine sehr große Popularität, vor allem unter britischen Soldaten. Auch die Version God sent an W. A. A. C. [Women’s Army Auxiliary Corps] to me war weit verbreitet. In einem Nachruf im Edmonton Journal wurden sie zu den Best-sellers-of-all-times gerechnet und ihre Beliebtheit mit den Kriminalromanen von Edgar Wallace verglichen.
1945 wurde der Film Die Glocken von St. Marien (Originaltitel: The Bells of St. Mary’s) nach Adams Song benannt. In ihm stellt Bing Crosby einen singenden irischen Pfarrer dar, der neben diversen anderen bekannten Liedern The Bells of St. Mary’s singt. Zuvor wurde der Song schon in den Filmen It’s in the Air (1938) und Me and My Pal (1939) verwendet. Auch in Der Pate und GoodFellas – Drei Jahrzehnte in der Mafia wurde der Song verwendet.
Viele Sänger und Instrumentalisten nahmen den Song vor allem im Rahmen ihrer Weihnachtskompilationen auf. Versionen existieren unter anderem von Frances Alda (Victrola, 1926), Vera Lynn (DECCA), Jane Morgan (1960), Vic Damone, The Drifters, Bob B. Soxx & the Blue Jeans, Phil Spector (1963), Chet Atkins (Gitarre), Perry Como, Andy Williams, John Fahey (Gitarre, 1969), Sam Cooke, Aaron Neville, Connie Francis und Sheryl Crow. Die Northwestern University in Chicago verwendete ihn als ihren University Song.